# 石丸由佳
石丸 由佳（いしまる ゆか、12月7日 - ）は、日本のオルガン奏者。
新潟市民芸術文化会館（りゅーとぴあ）の4代目専属オルガニスト。

## 人物
東京藝術大学器楽科オルガン専攻卒業、同大学院修士課程修了。安宅賞、アカンサス音楽賞、同声会賞、及び大学院アカンサス音楽賞受賞。
デンマーク王立音楽院、及びドイツ国立シュトゥットガルト音楽大学にてソリストディプロマ取得。
オルガンを廣野嗣雄、廣江理枝、ハンス・ファギウス、ルドガー・ローマン、チェンバロを大塚直哉、鈴木雅明らに師事。
2010年シャルトル国際オルガンコンクールで優勝、併せてJ.アラン賞受賞。ヨーロッパ10カ国以上に渡り各地音楽祭へ招待され、シャルトル大聖堂やパリのノートルダム大聖堂、マドレーヌ寺院等でリサイタルを行う。2011年度文化庁在外研修派遣員。
レナード・スラットキン指揮／リヨン国立管弦楽団やヨハネス・クルンプ指揮／シュトゥットガルト州立管弦楽団、日本では日本フィルハーモニー交響楽団や東京フィルハーモニー交響楽団、神奈川フィルハーモニー管弦楽団、名古屋フィルハーモニー交響楽団、シエナウインドオーケストラ等と共演。小林研一郎、井上道義、チョン・ミョンフン等の著名な指揮者からの信頼もある。
日本各地でソロコンサートを開催している他、地元のTeNYテレビ新潟やNHKラジオ等に出演、Kバレエカンパニー/バレエジェンツとの共演や今井麻美アコースティックライブへのゲスト出演、平原綾香のライブサポートメンバーとして参加、NHK紅白歌合戦に嵐のサポートとして出演、テレビ朝日「題名のない音楽会」、NHK「うたコン」等、多数のメディアに出演するなど幅広く活動し、パイプオルガンの普及に努めている。
オルガヌム・クラシックス(国内盤：キングインターナショナル)、キングレコードよりCDをリリース、レコード芸術誌の準特選盤に選ばれる。
ココペリオルガンスタジオ主宰。
情熱的で豊かな音楽性と高度な演奏テクニック、楽器の個性を活かした緻密なレジストレーションは各所で高い評価を受けている。
2020年4月から新潟市民芸術文化会館りゅーとぴあオルガニストに就任、2024年4月から第5代所沢ミューズホールオルガニストに就任。
［出典：］

## ディスコグラフィー
- 2015年12月5日発売、CDアルバム『オルガン・リサイタル～バッハ、リスト、メンデルスゾーン、ブラームス、ラインベルガー』-（輸入盤：Organum Classics　国内盤：キングインターナショナル）
- 2019年9月11日発売、CDアルバム『オルガン・オデッセイ』-（キングレコード）
- 2022年10月5日 発売、CDアルバム『死の舞踏～悪魔のパイプオルガン』-（キングレコード）
- 2023年11月15日発売、CDアルバム『パイプオルガンのクリスマス』-（キングレコード）
- 2024年3月13日発売、CDアルバム『瑠璃色の地球 ～風のうた パイプオルガンで聴く想い出のポップス』-（キングレコード）